# Fiskalregel
Eine Fiskalregel ist die gesetzliche Begrenzung der Ausgaben, des Defizits oder der Verschuldung einer staatlichen Gebietskörperschaft.

## Bundesfiskalregeln
Das Defizit des Bundes darf gemäß Art. 115 Abs. 1 Grundgesetz (GG) nicht die Summe der Investitionen übersteigen. Ausnahmen sind nur zulässig zur Abwehr einer Störung des gesamtwirtschaftlichen Gleichgewichts (Art. 109 Abs. 2 GG).

## Europäische Fiskalregeln für den Haushalt der Europäischen Union
Der Haushalt der Europäischen Union muss stets ausgeglichen sein.

## Europäische Fiskalregeln für die Mitgliedsstaaten
Das Defizit aller staatlichen Körperschaften eines Staates darf gemäß dem Stabilitäts- und Wachstumspakt 3 % des Bruttoinlandsprodukt nicht überschreiten. Die Überschreitung kann sanktioniert werden. Entschuldbar ist ein größeres Defizit während einer Wirtschaftskrise, durch diese das Bruttoinlandsprodukt um mehr als 0,75 % gegenüber dem Vorjahr schrumpft.

## Kritik
Die Bundesfiskalregeln berücksichtigen nicht die Abnutzungen der Sachinvestitionen, so dass dem Defizit nicht in voller Höhe ein Wertzuwachs gegenübersteht. Das versteckte Staatsdefizit durch Sozialversicherungen und zukünftige Pensionsverpflichtungen wird nicht berücksichtigt. 
Alle Fiskalregeln für die Mitgliedsstaaten berücksichtigen nur in Extremfällen den Konjunkturzyklus: Während eines Booms werden mehr Steuereinnahmen erzielt und weniger Sozialleistungen bewilligt als in der Depression. Ein langfristig ausgeglichener Gesamthaushalt muss nicht erreicht werden.